# William Earl Dodge Scott
William Earl Dodge Scott, född 22 april 1852 i New York, död 21 augusti 1910 i Saranac Lake, var en amerikansk ornitolog och naturhistoriker.
Auktorsnamnet W.E.D. Scott kan användas för William Earl Dodge Scott i samband med ett vetenskapligt namn inom zoologin; se Wikipedia-artiklar som länkar till auktorsnamnet.

## Verk i urval
- Bird Studies (1897)
- Story of  Bird Lover (1902)
- Birds of Patagonia (1903)